# Galeomma stenolepis
Galeomma stenolepis là một loài thực vật có hoa trong họ Cúc. Loài này được (S.Moore) Hilliard mô tả khoa học đầu tiên năm 1983.